# Aeroportul Hervey Bay
Aeroportul Hervey Bay (IATA: HVB, ICAO: YHBA) este un aeroport din Queensland, Australia ce deservește zona Hervey Bay. Aeroportul a fost tranzitat în 2022 de 124.995 de pasageri. A fost numit după zona deservită.
Situat la o altitudine de 18 m, aeroportul dispune de o singură pistă. Este operat de Fraser Coast Region⁠(d).